# Svatava
Svatava (in tedesco Zwodau) è un comune mercato della Repubblica Ceca facente parte del distretto di Sokolov, nella regione di Karlovy Vary.